# The Gruesome Twosome
The Gruesome Twosome – amerykański horror z 1967 roku w reżyserii Herschella Gordona Lewisa.

## Fabuła
Film opowiada o starszej kobiecie, która wraz ze swoim niepełnosprawnym intelektualnie synem prowadzi sklep, w którym można kupić peruki z ludzkich włosów. Sposób, w który pozyskuje ona włosy jest bardzo nietypowy - upodobane sobie przez nią kobiety są zabijane przez jej syna. Kiedy ginie kolejna koleżanka Kathy, jednej z głównych bohaterek filmu, postanawia ona pojechać do sklepu z perukami (tam prowadzi trop). Po rozmowie z właścicielką opuszcza jej mieszkanie, jednak nie daje za wygraną. Zakrada się do środka. Po wejściu do jednego z pomieszczeń zostaje w nim zamknięta razem z synem właścicielki. Mniej więcej w tym samym momencie w sklepie (i mieszkaniu jednocześnie) zjawia się chłopak Kathy. Towarzyszy mu policja. Wkrótce prawda wychodzi na jaw. Biznes zostaje zamknięty.